# Liste der Monuments historiques in Sospel
Die Liste der Monuments historiques in Sospel führt die Monuments historiques in der französischen Gemeinde Sospel auf.

## Liste der Bauwerke
| Bezeichnung                                           | Beschreibung                                         | Standort                        | Kennzeichnung | Schutzstatus | Datum | Bild           |
| ----------------------------------------------------- | ---------------------------------------------------- | ------------------------------- | ------------- | ------------ | ----- | -------------- |
| Alte Brücke                                           |                                                      | (Lage)                          | PA00080876    | Classé       | 1924  | weitere Bilder |
| Conkathedrale Saint-Michel                            |                                                      | Place Saint-Michel (Lage)       | PA00080864    | Classé       | 1951  | weitere Bilder |
| Brunnen                                               |                                                      | Esplanade du Cours (Lage)       | PA00080868    | Inscrit      | 1931  |                |
| Hospiz                                                |                                                      | Rue Auda (Lage)                 | PA00080869    | Inscrit      | 1931  |                |
| Haus                                                  |                                                      | 40, rue de la République (Lage) | PA00080871    | Inscrit      | 1931  |                |
| Château de Sospel                                     | Burgruine, 14. Jahrhundert                           | (Lage)                          | PA00080863    | Inscrit      | 1933  | weitere Bilder |
| Fontaine de la Cabraïa                                | Brunnen                                              | (Lage)                          | PA00080865    | Inscrit      | 1939  |                |
| Palais Ricci des Ferres                               |                                                      | 11, place Saint-Michel (Lage)   | PA00080873    | Inscrit      | 1939  |                |
| Place Saint-Michel                                    |                                                      | (Lage)                          | PA00080870    | Inscrit      | 1947  | weitere Bilder |
| Kapelle Sainte-Croix                                  |                                                      | Place Sainte-Croix (Lage)       | PA00080862    | Inscrit      | 1949  | weitere Bilder |
| Fontaine Souta Loggia                                 | Brunnen                                              | Place Saint-Nicolas (Lage)      | PA00080866    | Inscrit      | 1949  |                |
| Brunnen                                               |                                                      | 32, rue de la République (Lage) | PA00080867    | Inscrit      | 1949  |                |
| Maison Gallis                                         |                                                      | Rue de la République (Lage)     | PA00080872    | Inscrit      | 1949  |                |
| Haus mit Arkaden                                      |                                                      | Place Saint-Nicolas (Lage)      | PA00080874    | Inscrit      | 1949  |                |
| Palais de la Gabelle                                  |                                                      | Rue Saint-Pierre (Lage)         | PA00080875    | Inscrit      | 1949  |                |
| Chapelle de l’Immaculée-Conception des Pénitents gris |                                                      | Place Saint-Michel (Lage)       | PA00080861    | Inscrit      | 1952  | weitere Bilder |
| Ouvrage de l’Agaisen                                  | kombiniertes Artillerie- und Infanteriewerk, 1929–39 | Mont Agaisen (Lage)             | PA06000047    | Inscrit      | 2016  | weitere Bilder |

## Liste der Objekte
Zum Verständnis siehe: Kirchenausstattung
- Monuments historiques (Objekte) in Sospel in der Base Palissy des französischen Kultusministeriums